# SMIF
SMIF (аббр. от англ. Standard Mechanical InterFace - Стандартный Механический ИнтерФейс) — стандарт SEMI (англ.) E19-1105 на механическое оборудование для автоматизированных микроэлектронных производств. Контейнеры SMIF позволяют хранить и перемещать наборы полупроводниковых пластин между установками, сохраняя повышенную чистоту.

## История
Технология разработана в 1980-е годы в Hewlett-Packard, Пало-Альто (система «micronauts») для использования в чистых помещениях. Контейнеры SMIF (англ. SMIF Pod) служат для хранения и транспортировки нескольких полупроводниковых пластин в специальной кассете (англ. wafer cassette). Внутри контейнера поддерживается более высокая степень чистоты. Пластины располагаются горизонтально. В нижней части контейнера находится дверца, через которую кассета с пластинами загружается и выгружается из контейнера.
Целью SMIF является дополнительная изоляция пластин для предохранения их от загрязнения. Работа с контейнерами, загрузка и выгрузка пластин из них проводится автоматизированными загрузочными устройствами, являющимися частью технологического оборудования (например, степпер может иметь 2 SMIF-порта для контейнеров: один для пластин, не прошедших обработку, и другой для обработанных пластин). Таким образом, загрузка пластин не требует операций, проводимых непосредственно человеком. Внутренняя среда внутри контейнера и оборудования не контактирует с внешними потоками воздуха.
Контейнеры имеют идентификационные элементы (номер, штрихкод, электронные ярлыки). Их корпус изготовлен из пластика. Для транспортировки контейнеров могут применяться люди или роботизированные системы (называемые AMHS, от Automated Material Handling System; например, подвесные монорельсовые системы)
SMIF применяется при работе с пластинами диаметром до 200 мм. Для более крупных пластин (300 и 450 мм) применяется стандарт FOUP (Front Opening Unified Pod; SEMI E47.1-1106).
Кроме работы с пластинами, контейнеры могут применяться и для работы с фотолитографическими масками.